# Cainia
Cainia — рід грибів родини Cainiaceae. Назва вперше опублікована 1955 року.

## Класифікація
До роду Cainia відносять 10 видів:
- Cainia anthoxanthis
- Cainia boninensis
- Cainia cupula
- Cainia desmazieri
- Cainia desmazieri
- Cainia deutziae
- Cainia globosa
- Cainia graminis
- Cainia incarcerata
- Cainia passerinii